# Presidente del Saeima
Il presidente del Saeima (Saeimas priekšsēdētājs) è il presidente del Parlamento unicamerale della Repubblica della Lettonia, il Saeima.
Eletto direttamente dai parlamentari, entra in carica subito dopo la convocazione dell'assemblea in seguito alle elezioni. Nel caso in cui il capo di Stato sia fuori dal territorio nazionale o impossibilitato a svolgere i suoi compiti, il presidente del Saeima gli subentra provvisoriamente.
Dal 2023 questa carica è ricoperta da Daiga Mieriņa.

## Lista dei presidenti del Saeima

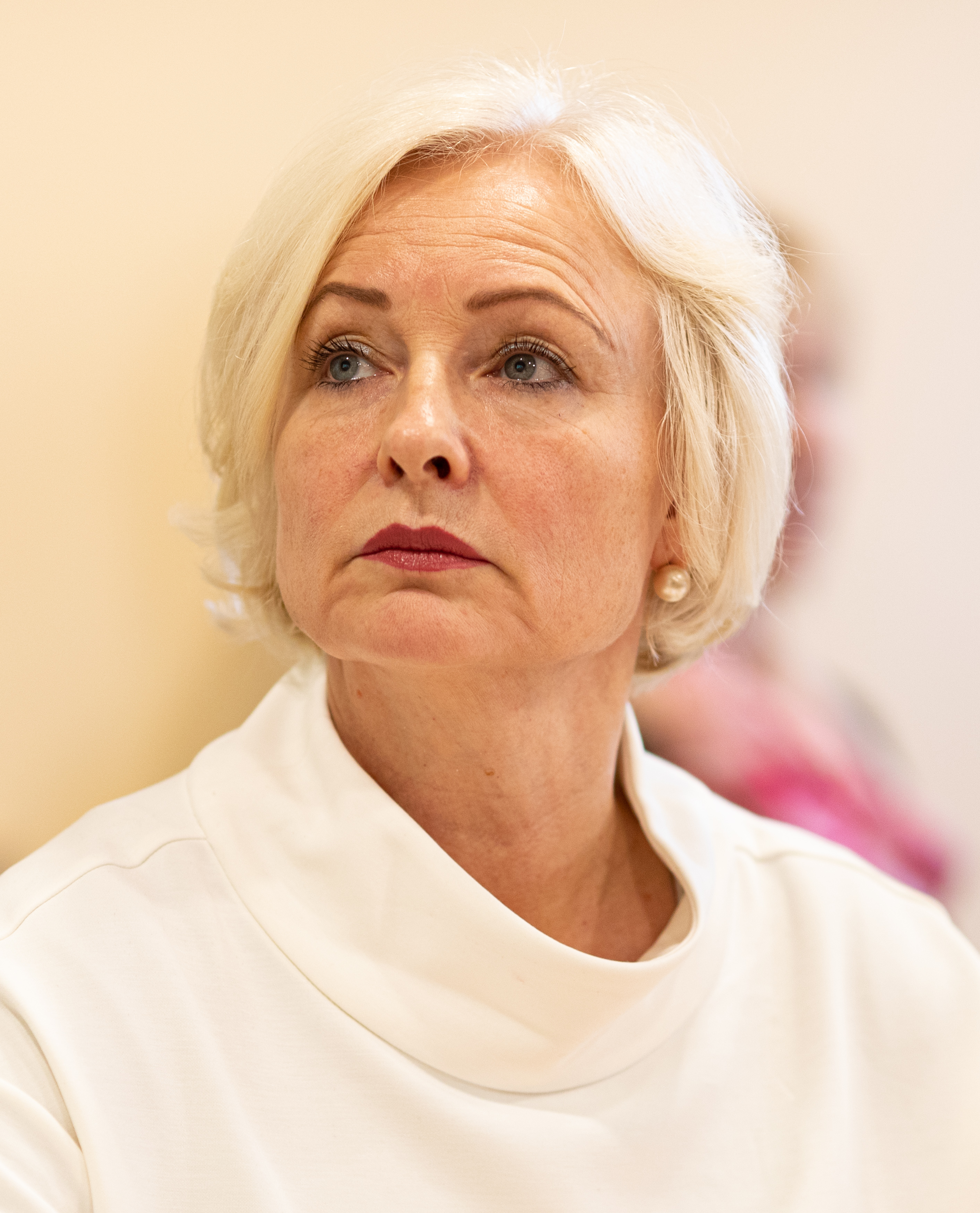
Daiga Mieriņa (Unione dei Verdi e degli Agricoltori), attuale presidente del Saeimas.

### Presidenti del Saeima (1922-1934)
| Nome              | Periodo                         | Partito                                              |
| ----------------- | ------------------------------- | ---------------------------------------------------- |
| Frīdrihs Vesmanis | 7 novembre 1922 - 17 marzo 1925 | Partito Socialdemocratico dei Lavoratori di Lettonia |
| Pauls Kalniņš     | 20 marzo 1925 - 15 maggio 1934  | Partito Socialdemocratico dei Lavoratori di Lettonia |

### Presidenti del Consiglio Supremo (1990-1993)
| Nome                | Periodo                       | Partito                       |
| ------------------- | ----------------------------- | ----------------------------- |
| Anatolijs Gorbunovs | 3 maggio 1990 - 6 luglio 1993 | Partito Comunista di Lettonia |

### Presidenti del Saeima (dal 1993)
| Nome                | Periodo                              | Partito                                                                        |
| ------------------- | ------------------------------------ | ------------------------------------------------------------------------------ |
| Anatolijs Gorbunovs | 6 luglio 1993 - 7 novembre 1995      | Via Lettone                                                                    |
| Ilga Kreituse       | 7 novembre 1995 - 26 settembre 1996  | Partito Democratico "Saimnieks"                                                |
| Alfrēds Čepānis     | 26 settembre 1996 - 3 novembre 1998  | Partito Democratico "Saimnieks"                                                |
| Jānis Straume       | 3 novembre 1998 - 5 novembre 2002    | Per la Patria e la Libertà/LNNK                                                |
| Ingrīda Ūdre        | 5 novembre 2002 - 7 novembre 2006    | Unione dei Verdi e degli Agricoltori (Unione degli Agricoltori della Lettonia) |
| Indulis Emsis       | 7 novembre 2006 - 24 settembre 2007  | Unione dei Verdi e degli Agricoltori (Partito Verde di Lettonia)               |
| Gundars Daudze      | 24 settembre 2007 - 2 novembre 2010  | Unione dei Verdi e degli Agricoltori (Per la Lettonia e Ventspils)             |
| Solvita Āboltiņa    | 2 novembre 2010 - 4 novembre 2014    | Unità (Nuova Era)                                                              |
| Ināra Mūrniece      | 4 novembre 2014 - 1º novembre 2022   | Alleanza Nazionale                                                             |
| Edvards Smiltēns    | 1º novembre 2022 - 20 settembre 2023 | Lista Unita                                                                    |
| Daiga Mieriņa       | 20 settembre 2023 - In carica        | Unione dei Verdi e degli Agricoltori (Unione degli Agricoltori della Lettonia) |